# Processo di Norimberga

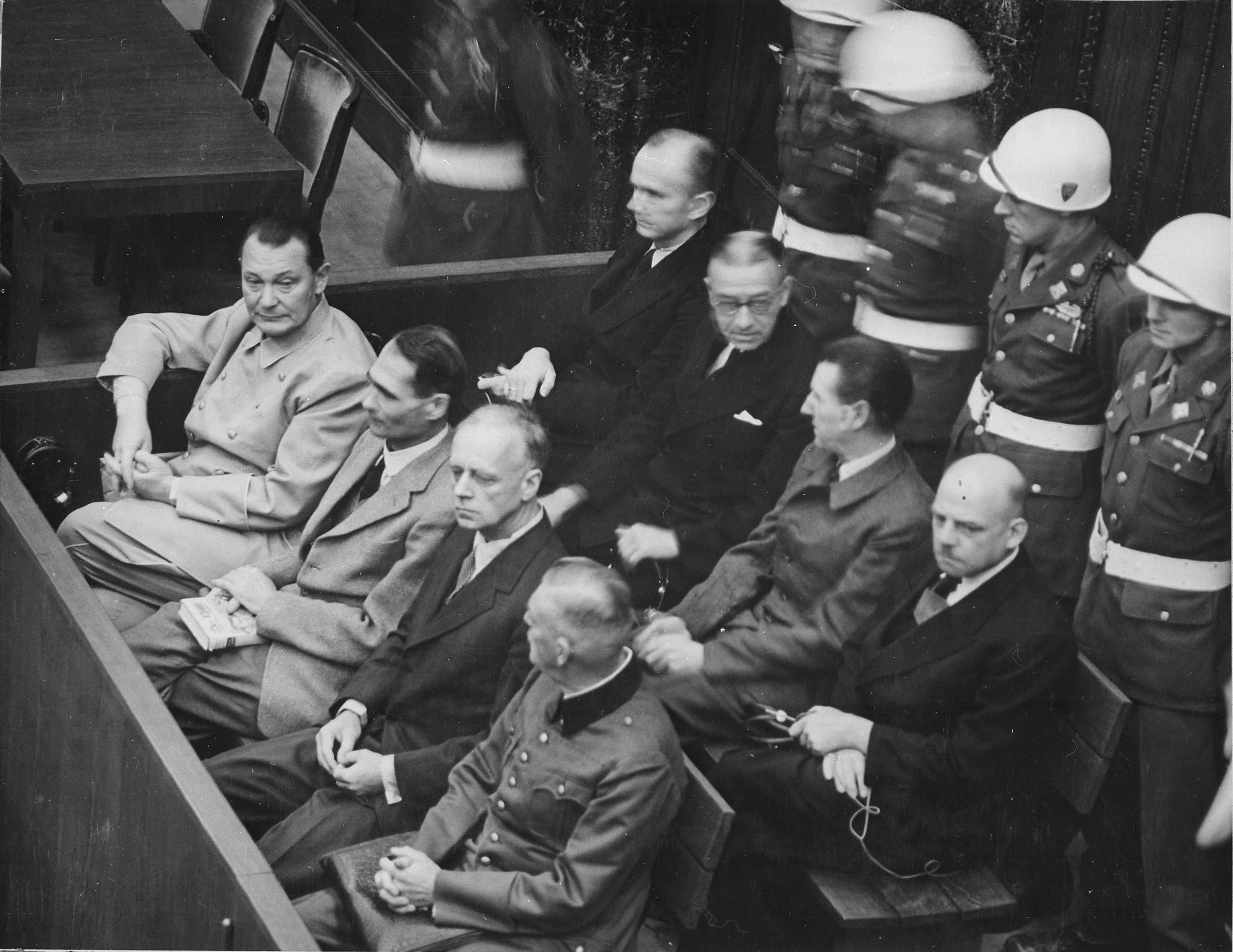
Gli imputati alla sbarra. In prima fila, da sinistra: Göring, Hess, von Ribbentrop e Keitel. In seconda fila, da sinistra: Dönitz, Raeder, Schirach e Sauckel.

Processo di Norimberga è il nome usato per indicare due distinti gruppi di processi ai nazisti coinvolti nella seconda guerra mondiale e nella Shoah. Il primo e più famoso processo si tenne dal 20 novembre 1945 al 1º ottobre 1946 nel Palazzo di Giustizia a Norimberga (insieme a Berlino e Monaco, era una delle città simbolo del regime nazista). Fu denominato Processo dei principali criminali di guerra, e nel corso di esso il Tribunale militare internazionale (IMT) giudicò venti capi nazisti rimanenti o ancora ritenuti in vita. Il secondo gruppo di 12 processi fu aperto per criminali di guerra di grado inferiore e tenuto secondo la Legge numero 10 del Consiglio di controllo dal Tribunale militare di Norimberga (NMT); comprese anche il famoso Processo ai dottori. Questa voce tratta principalmente i processi del primo gruppo. Per i processi del secondo gruppo si veda la voce "Processi secondari di Norimberga".
La decisione di sottoporre a processo i principali esponenti dell'Asse fu presa ancor prima della cessazione della guerra.
Dal 18 ottobre all'11 novembre 1943 si svolse a Mosca la terza conferenza tripartita di Mosca, con la presenza dei tre ministri degli esteri dell'alleanza: Cordell Hull, Anthony Eden e Vjačeslav Michajlovič Molotov.
Come ebbe a scrivere Churchill nelle sue memorie, «l'uccisione di Mussolini e il collasso del fascismo ci risparmiò una Norimberga italiana». Al termine dell'incontro venne stilato un documento nel quale i tre capi della coalizione, Winston Churchill, Franklin Delano Roosevelt e Stalin, si impegnavano al termine della guerra a far sì che i criminali nazisti venissero processati secondo le leggi del paese nel quale i crimini erano stati commessi. Nella successiva conferenza di Teheran, tenutasi dal 28 novembre al 1º dicembre dello stesso anno, il concetto di crimine nazionale venne esteso a un livello più ampio, superando il concetto della punibilità nazionale.

## Creazione della corte
Durante gli incontri delle conferenze di Teheran (1943), di Yalta (1945) e di Potsdam (1945), le tre principali potenze del periodo bellico (USA, URSS e Regno Unito) si accordarono sul metodo per punire i responsabili dei crimini di guerra commessi durante la seconda guerra mondiale. Anche la Francia riuscì a guadagnarsi un posto all'interno del tribunale. Oltre 200 tedeschi imputati di crimini di guerra vennero processati a Norimberga, mentre altri 1 600 attraverso i tradizionali canali della giustizia militare.
Nonostante l'Unione Sovietica volesse svolgere i processi a Berlino, venne scelta Norimberga, per le seguenti ragioni:
- Aveva una vantaggiosa ubicazione nel settore statunitense (all'epoca la Germania era divisa in quattro settori controllati dalle nazioni vincitrici).
- Il palazzo di Giustizia era spazioso e praticamente integro. Una grande prigione faceva parte del complesso, uno dei pochi del genere rimasti intatti alla fine della guerra in Germania.
- Norimberga era stata il luogo dove annualmente veniva celebrata la "Giornata nazionale del partito", e c'era un valore simbolico nel renderla la sede della sconfitta finale del Partito nazista.

Si concordò che Berlino sarebbe divenuta la sede permanente del Tribunale militare internazionale (IMT) e che il primo processo si sarebbe tenuto a Norimberga. (Erano stati previsti diversi processi che non si svolsero a causa della guerra fredda).

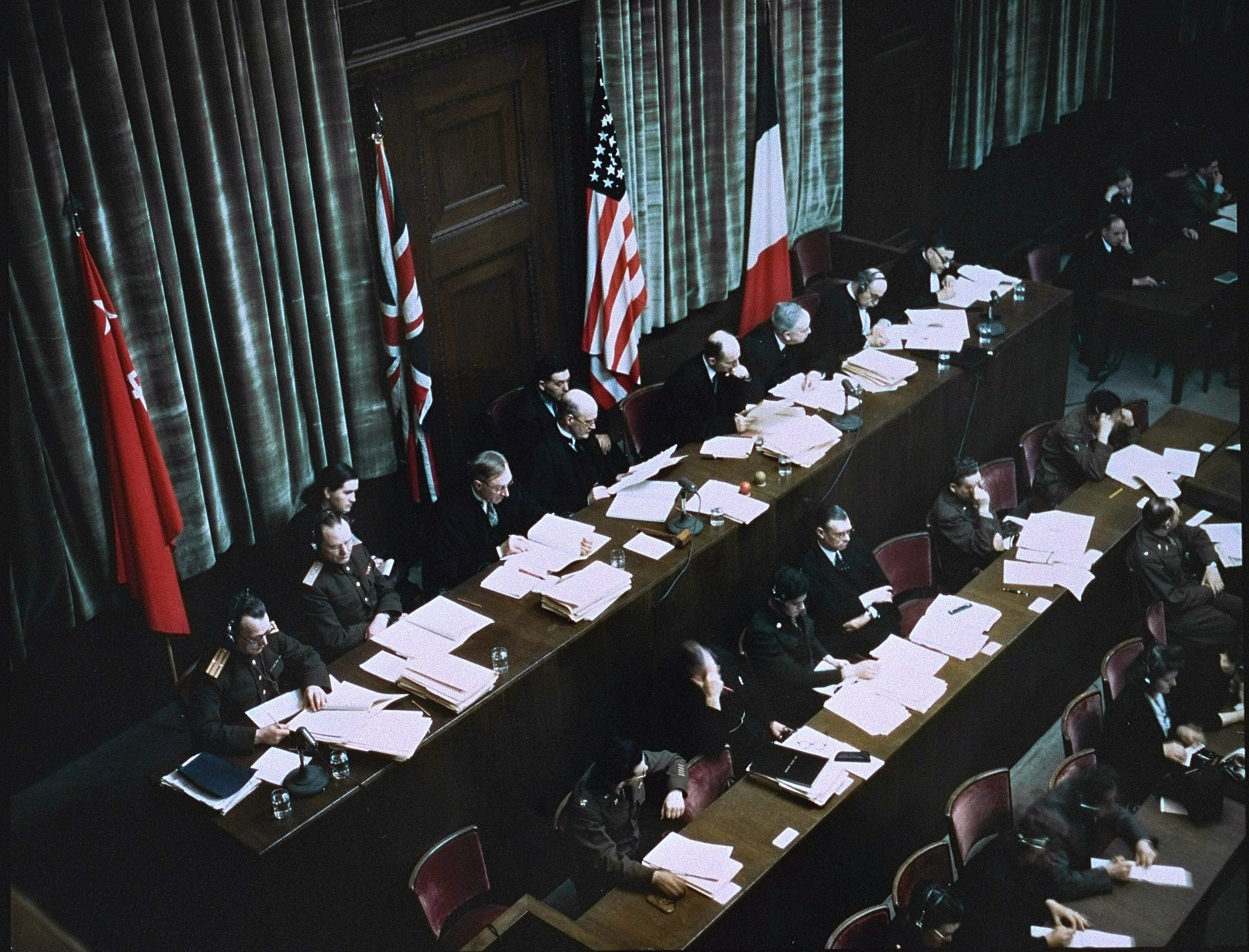
Il gruppo dei giudici

Ognuna delle quattro nazioni giudicanti fornì un giudice, un sostituto e i procuratori. I giudici erano:
- Geoffrey Lawrence (britannico, giudice principale e presidente)
- Norman Birkett (Regno Unito, sostituto)
- Francis Beverley Biddle (statunitense, giudice principale)
- John J. Parker (statunitense, sostituto)
- Henri Donnedieu de Vabres (francese, giudice principale)
- Robert Falco (francese, sostituto)
- Iona Timofèevič Nikìtčenko (sovietico, giudice principale)
- Aleksàndr Fëdorovič Volčkòv (sovietico, sostituto)

Il procuratore capo statunitense era Robert Houghwout Jackson, quello britannico Hartley Shawcross.

## Processo principale
Il Tribunale militare internazionale venne aperto il 18 ottobre 1945 negli edifici della Corte suprema di Berlino. La prima sessione fu presieduta dal giudice sovietico Nikitčenko. I procuratori presentarono gli atti d'accusa contro i ventiquattro principali criminali di guerra e contro sei «organizzazioni criminali» – la leadership del Partito nazista, le Schutzstaffel (SS), il Sicherheitsdienst (SD), la Gestapo, le Sturmabteilung (SA) e l'alto comando delle forze armate. Le imputazioni erano per:
1. cospirazione per commettere crimini contro la pace;
2. aver pianificato, iniziato e intrapreso guerre d'aggressione;
3. aver commesso crimini di guerra;
4. aver commesso crimini contro l'umanità.

La definizione di cosa costituisce un crimine di guerra venne successivamente recepita nei Principi di Norimberga, un documento scaturito da lì a poco per consolidare giuridicamente le norme introdotte in questi processi.
Considerando che Adolf Hitler, Benito Mussolini, Joseph Goebbels e Heinrich Himmler erano deceduti prima del processo (tutti morti suicidi eccetto Mussolini che fu catturato e fucilato dai partigiani),  che Reinhard Heydrich era stato ferito a morte dai partigiani cecoslovacchi nel 1942 e che Adolf Eichmann e Josef Mengele erano riusciti a fuggire in America meridionale (Eichmann fu scovato e giustiziato dalla Corte israeliana solo all'inizio degli anni sessanta, mentre Mengele riuscì a scampare all'arresto fino a morte naturale avvenuta il 7 febbraio 1979), i ventiquattro accusati restanti erano:
| Nome                                | Ruolo | Imputazione | Imputazione  | Imputazione  | Imputazione  | Sentenza       | Note |
| Nome                                | Ruolo | 1           | 2            | 3            | 4            | Sentenza       | Note |
| ----------------------------------- | --- | ----------- | ------------ | ------------ | ------------ | -------------- | --- |
| Hermann Göring                      | Fu comandante in capo della Luftwaffe, ministro del Reich per l'aviazione e il Reichsmarschall, fino a quando, poco prima della fine della guerra, Hitler lo rimosse da ogni incarico politico e militare per aver tentato un colpo di Stato. Fu inoltre il vice-cancelliere del Terzo reich (la seconda carica politica della Germania), pertanto il più importante dei gerarchi processati. | Colpevole   | Colpevole    | Colpevole    | Colpevole    | Morte          | Non venne giustiziato perché riuscì a suicidarsi la notte prima dell'esecuzione con una capsula di cianuro. |
| Joachim von Ribbentrop              | Ministro degli esteri del governo Hitler dal 1938 | Colpevole   | Colpevole    | Colpevole    | Colpevole    | Morte          | Ideatore del patto di non aggressione fra Germania e Unione Sovietica. Fu impiccato il 16 ottobre 1946. |
| Alfred Rosenberg                    | Ideologo del Partito nazista e padre delle teorie razziste | Colpevole   | Colpevole    | Colpevole    | Colpevole    | Morte          | «Protettore di territori occupati a est», ossia il Ministro responsabile per i territori occupati dal 1941. Fu impiccato il 16 ottobre 1946. |
| Wilhelm Keitel                      | Capo dell'OKW | Colpevole   | Colpevole    | Colpevole    | Colpevole    | Morte          | Nonostante la sua richiesta d'essere fucilato da soldato, fu impiccato il 16 ottobre 1946. |
| Alfred Jodl                         | Secondo di Keitel, era a capo dello staff dell'OKW | Colpevole   | Colpevole    | Colpevole    | Colpevole    | Morte          | Fu impiccato il 16 ottobre 1946. Il 28 febbraio 1953 fu assolto postumo da una corte tedesca che lo trovò non colpevole secondo il diritto internazionale. Tale sentenza di assoluzione fu annullata il 3 settembre 1953 dal ministro della Liberazione politica della Baviera. |
| Wilhelm Frick                       | Ministro dell'interno del governo Hitler | Imputato    | Colpevole    | Colpevole    | Colpevole    | Morte          | Responsabile delle leggi razziali di Norimberga, fu impiccato il 16 ottobre 1946. |
| Arthur Seyss-Inquart                | Reichskommissar nei Paesi Bassi | Imputato    | Colpevole    | Colpevole    | Colpevole    | Morte          | Fu tra i principali artefici dell'Anschluss e fu impiccato il 16 ottobre 1946. |
| Fritz Sauckel                       | Plenipotenziario del programma di sfruttamento del lavoro dei prigionieri | Imputato    | Imputato     | Colpevole    | Colpevole    | Morte          | Fu impiccato il 16 ottobre 1946. Le sue ultime parole furono: «Muoio innocente. La mia sentenza è sbagliata. Dio protegga la Germania». |
| Hans Frank                          | Governatore del Governatorato Generale | Imputato    | Non imputato | Colpevole    | Colpevole    | Morte          | Durante il processo espresse pentimento. Fu impiccato il 16 ottobre 1946. |
| Martin Bormann                      | Segretario del Partito nazista | Imputato    | Non imputato | Colpevole    | Colpevole    | Morte          | All'epoca del processo risultava tra i dispersi della battaglia di Berlino. Fu condannato a morte in contumacia ed il suo corpo venne ritrovato solo nel 1972. |
| Ernst Kaltenbrunner                 | Capo del Reichssicherheitshauptamt, maggior gerarca delle SS sopravvissuto alla guerra | Imputato    | Non imputato | Colpevole    | Colpevole    | Morte          | Responsabile degli Einsatzgruppen e dei campi di concentramento, chiamò Rudolf Höß a difenderlo. Fu impiccato il 16 ottobre 1946. |
| Julius Streicher                    | Giornalista, direttore del settimanale Der Stürmer | Imputato    | Non imputato | Non imputato | Colpevole    | Morte          | Fu impiccato il 16 ottobre 1946. Le sue ultime parole furono: «Questa è la mia celebrazione del Purim 1946. Sto andando da Adonai. I bolscevichi vi prenderanno tutti un giorno! Adele, mia cara moglie... Heil Hitler!».                                                       |
| Robert Ley                          | Capo del DAF, il Fronte tedesco del lavoro | Imputato    | Non imputato | Imputato     | Imputato     |                | Si suicidò impiccandosi nella sua cella il 25 ottobre 1945, prima dell'inizio del processo. |
| Rudolf Hess                         | Successore designato di Hitler, il quale, durante la sua prigionia, gli aveva dettato il Mein Kampf. Segretario del Partito nazista fino al 1941 | Colpevole   | Colpevole    | Imputato     | Imputato     | Ergastolo      | Fu l'unico imputato già detenuto durante la guerra; nel 1941 era volato in Scozia ed era stato imprigionato dai britannici. |
| Erich Raeder                        | Großadmiral e comandante della Kriegsmarine fino al 1943 | Colpevole   | Colpevole    | Colpevole    | Non imputato | Ergastolo      | Fu graziato il 26 settembre 1955 per motivi di salute. |
| Walther Funk                        | Ministro dell'economia del governo Hitler | Imputato    | Colpevole    | Colpevole    | Colpevole    | Ergastolo      | Successore di Schacht al comando della Reichsbank, fu graziato il 16 maggio 1957 per problemi di salute. |
| Albert Speer                        | Ministro degli armamenti del governo Hitler | Imputato    | Imputato     | Colpevole    | Colpevole    | 20 anni        | Fu l'architetto favorito di Hitler e dal 1942 fu anche responsabile degli armamenti. |
| Baldur von Schirach                 | Capo della Gioventù hitleriana | Imputato    | Non imputato | Non imputato | Colpevole    | 20 anni        | Durante il processo espresse pentimento. |
| Konstantin von Neurath              | Ministro degli esteri del governo Hitler fino al 1938 e governatore del Protettorato di Boemia e Moravia | Colpevole   | Colpevole    | Colpevole    | Colpevole    | 15 anni        | Nel 1943, in disaccordo con Hitler, si dimise dai suoi incarichi. Fu rilasciato per motivi di salute il 6 novembre 1954. |
| Karl Dönitz                         | Großadmiral, comandante della Kriegsmarine dal 1943 e, dopo la morte di Hitler, presidente del Reich | Imputato    | Colpevole    | Colpevole    | Non imputato | 10 anni        | Dopo la morte di Hitler fu presidente del Reich e firmò l'armistizio tedesco. Dopo la scarcerazione continuarono a chiamarlo Großadmiral, poiché, secondo la tradizione, un ufficiale conserva per sempre il suo grado e titolo.                                                |
| Hans Fritzsche                      | Popolare commentatore radiofonico | Imputato    | Imputato     | Imputato     | Non imputato | Assolto        | Era a capo del notiziario del ministero della propaganda. Fu processato al posto di Joseph Goebbels, morto suicida. Durante il processo espresse pentimento. |
| Franz von Papen                     | Ambasciatore tedesco in Turchia | Imputato    | Imputato     | Non imputato | Non imputato | Assolto        | Fu cancelliere tedesco nel 1932 e vice cancelliere dal 1933 al 1934. Nel 1947 fu riconosciuto colpevole da una corte tedesca e condannato a 8 anni di lavori forzati ma fu assolto in appello nel 1949.                                                                         |
| Hjalmar Schacht                     | Presidente della Reichsbank prima della guerra e ministro dell'economia del governo Hitler dal 1934 al 1937. | Imputato    | Imputato     | Non imputato | Non imputato | Assolto        | Durante il processo ammise di aver violato il trattato di Versailles. Nel 1944 egli era stato internato in un campo di concentramento nazista e durante il processo dichiarò di ritenersi oltraggiato dal fatto di essere giudicato assieme ai criminali di guerra.             |
| Gustav Krupp von Bohlen und Halbach | Uno tra i maggiori industriali tedeschi | Imputato    | Non imputato | Imputato     | Imputato     | Non processato | Non processato per motivi di salute. Suo figlio venne condannato a 12 anni nel 1948. |

Le sentenze furono emesse tra il 30 settembre e il 1º ottobre 1946. I giudici francesi proposero che i militari condannati a morte (Göring, Keitel e Jodl) venissero fucilati, come avveniva usualmente per i condannati dalle corti marziali, ma a ciò si opposero lo statunitense Biddle e i giudici sovietici, i quali sostennero che gli ufficiali condannati avevano violato l'etica militare e pertanto non meritavano una morte più dignitosa quale quella mediante fucilazione. Tutti gli imputati presenti al processo e condannati a morte furono quindi impiccati il 16 ottobre 1946, tranne Hermann Göring che si suicidò con del cianuro di potassio la notte prima dell'esecuzione. Le impiccagioni furono eseguite nel seguente ordine: von Ribbentrop, Keitel, Kaltenbrunner, Rosenberg, Frank, Frick, Streicher, Sauckel, Jodl, Seyß-Inquart. Il boia fu il sergente statunitense John C. Woods. La corte decretò che gli 11 cadaveri fossero cremati. Anche se a lungo si disse che questo fosse avvenuto nel lager di Dachau, in realtà i corpi furono bruciati nel crematorio dell'Ostfriedhof (cimitero est) di Monaco di Baviera, usato prima della guerra per far sparire numerosi oppositori politici (ad esempio, dopo la "notte dei lunghi coltelli") e durante la guerra per smaltire i cadaveri provenienti da diversi campi di concentramento, tra cui anche Dachau. Per evitare che le tombe divenissero "luoghi di venerazione", le ceneri furono sparse in un "fiume imprecisato della Germania", secondo alcuni nel Wenzbach, un affluente dell'Isar. Gli imputati condannati alla reclusione furono trasferiti nel carcere di Spandau nel 1947.
Il 1º ottobre 1946 i giudici del tribunale del processo di Norimberga condannarono le SS, dichiarandole un'organizzazione criminale. Nella sentenza sottolinearono che "le SS vennero usate per scopi criminali, che comprendevano: la persecuzione e lo sterminio degli ebrei, brutalità ed esecuzioni nei campi di concentramento, eccessi nell'amministrazione dei territori occupati, l'amministrazione del programma di lavoro schiavistico e il maltrattamento e assassinio di prigionieri di guerra" (IMT, 1946, Vol. XXII, p. 516, in: Höhne, 1969, p. 3). La sentenza continuava dichiarando che il sospetto di crimini di guerra avrebbe coinvolto tutte le persone "che erano state ufficialmente accettate come membri delle SS... che divennero o rimasero membri dell'organizzazione sapendo che veniva usata per commettere atti dichiarati criminali dall'articolo 6 dello statuto di Londra sui crimini di guerra" (International Military Tribunal, 1947-1949, Vol. XXII, p. 517, in Höhne, 1969, p. 3).

## Processi secondari
Dopo il primo processo, il più conosciuto, ci furono altri 12 procedimenti noti come "processi secondari di Norimberga". Ebbero luogo dal 1946 al 1949 e, a differenza del primo, furono tenuti tutti dinnanzi a tribunali militari statunitensi anziché a un tribunale internazionale. 
«I tribunali processarono per crimini di guerra 185 principali partecipanti nelle sfere politica, economica e sociale della Germania nazista» e, come ha fatto notare il professor Harry Reicher della facoltà di giurisprudenza dell'Università della Pennsylvania, quel modo di procedere con imputati classificati per "professione" come medici, giudici, avvocati, industriali e altre categorie, voleva essere un chiaro messaggio per le generazioni future: «se tutti i settori della società sono complici di un qualsiasi crimine, allora tutti quei settori della società sono potenzialmente suscettibili di rendere conto delle proprie azioni», quindi se giudicati colpevoli, anche i responsabili di quei settori devono affrontarne le conseguenze.

Secondo l'USHMM, i 12 ulteriori processi videro 183 imputati alla sbarra, furono comminate 12 condanne a morte, 8 ergastoli e 77 pene detentive a diversi anni; alcuni imputati furono assolti.

## Controversie
Il metodo con il quale si è sviluppato il processo e la scelta degli uomini chiamati a giudicare i crimini di guerra sono stati messi in dubbio da alcune importanti personalità, tra cui il giurista Hans Kelsen, il quale, favorevole comunque ad un processo per punire i crimini nazisti, sollevò perplessità sulla composizione della Corte:
(H. Kelsen, Peace through Law, Chapel Hill, 1944, p. 111)
Il Giudice capo della Corte suprema degli Stati Uniti Harlan Fiske Stone definì il processo "una frode", asserendo che il rappresentante statunitense della pubblica accusa, Robert Houghwout Jackson, non stava procedendo secondo i dettami della legge. Lo stesso Jackson in una lettera dell'ottobre 1945 al presidente Harry S. Truman affermò riguardo agli Alleati:
A compromettere ancora la credibilità del processo fu il fatto che il principale giudice sovietico, Iona Nikitchenko, anni prima aveva partecipato ai processi sommari delle Grandi purghe. Uno dei capi d'accusa riguardava la firma del patto Molotov-Ribbentrop, giudicato un progetto di guerra aggressiva, ma l'Unione Sovietica non venne processata al pari della Germania per l'adesione al patto.
Tra le critiche, di rilievo quella secondo cui i processi sarebbero stati condotti in base a delle proprie regole di prova; gli atti d'accusa sarebbero stati creati ex post facto, perciò non basati sulle leggi di nessuna nazione; e non veniva accettata la difesa tu quoque sì che il processo altro non era che  "giustizia dei vincitori". Seppur con minore risonanza, anche nel corso del processo qualcuno contestò la legittimità dello stesso: l'avvocato difensore di Göring, Otto Stahmer, invocò il principio nullum crimen, nulla poena sine praevia lege poenali, il quale non ammette l'emanazione di leggi retroattive, negando inoltre ai vincitori il diritto di processare i vinti. 
Circa la necessità di una composizione comprensiva di giudici nominati dagli stati sconfitti il professor Al Goodheart dell'Università di Oxford obiettò:
(The Legality of the Nuremberg Trials, Juridical Review, aprile 1946)
Anche la tesi secondo cui i prigionieri venivano giudicati secondo regole penali retroattive è stata respinta, sottolineando che i giudici considerarono i crimini di guerra, i crimini contro l'umanità e i crimini contro la pace come violazione di leggi internazionali già esistenti (convenzioni dell'Aia, convenzioni di Ginevra e patto Briand-Kellogg). L'obiezione che alcuni di questi trattati non vincolavano le potenze dell'Asse perché costoro non li avevano ratificati fu confutata con la motivazione che se una convenzione internazionale viene ratificata da un dato numero di Stati per un periodo ragionevolmente lungo, detta convenzione può considerarsi vincolante per ogni nazione e non solo per coloro che l'hanno ratificata (tale assunto divide ancora oggi sostenitori e critici).

## Influenza sullo sviluppo del diritto penale internazionale
I processi di Norimberga ebbero grande influenza sullo sviluppo del diritto penale internazionale. La Commissione del diritto internazionale, che agisce su richiesta dell'Assemblea generale delle Nazioni Unite, produsse nel 1950 il rapporto Principi di diritto internazionale riconosciuti nel Capitolo del Tribunale di Norimberga e nei giudizi del tribunale. L'influenza del tribunale si può vedere anche nelle proposte di una corte penale internazionale permanente e nella stesura dei codici penali internazionali, preparati in seguito dalla Commissione del diritto internazionale.
I processi di Norimberga diedero il via a movimenti d'opinione e a considerazioni di dottrina giuridica che cinquant'anni dopo portarono all'adozione dello statuto della Corte penale internazionale.